# René Croquet

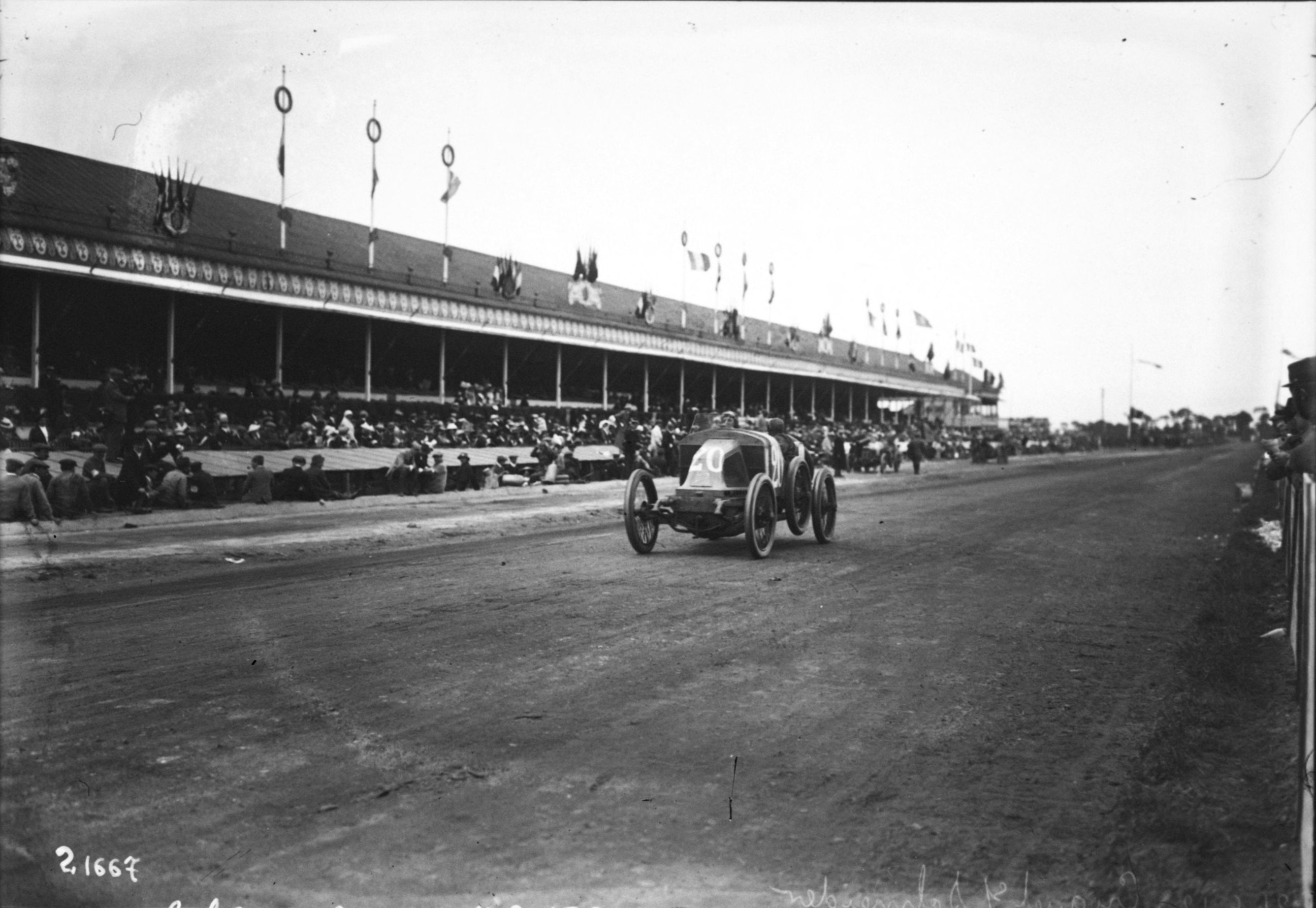
Croquet devant les grandes tribunes du GP de France 1912.

René Croquet est un ancien pilote automobile français de Grand Prix des années 1910.

## Biographie
Il est en 1912 et 1913 l'un des pilotes officiels de la marque Automobiles Th. Schneider, avec essentiellement René Champoiseau (mais aussi Fernand Gabriel, et René Thomas).
Le 21 juillet 1912, il remporte le premier des trois Grand Prix du Royal Automobile Club de Belgique, organisé alors en Sport durant deux jours sur le Circuit des Ardennes (une boucle Dinant - Ardenne - Vignse - Beaurang - Anseremme), avec une Th. Schneider 16 hp Sport, devant la Mathis Hermès Spl. de Dragutin Esser.
Il participe à deux reprises consécutives au Grand Prix de France avant le premier conflit mondial, en 1912 (classé septième) et 1913 (classé dixième, avec son mécanicien Didier). 
Il s'aligne aussi à la Ire Coupe de la Sarthe au Mans en 1912 (le Grand Prix de France des Voiturettes, classé sixième), et également à la deuxième édition de cette dernière (abandon, en 1913).
La célèbre photographie de Jacques Henri Lartigue légendée « Une Delage au Grand Prix de l'Automobile Club de France de 1912 » représente vraisemblablement en fait la Théodore Schneider no 6 de Croquet lors du GP de France 1913.